# Bernes
Pour les articles homonymes, voir Bernes (homonymie).
Pour l’article ayant un titre homophone, voir Berne.
Bernes est une commune française située dans le département de la Somme, en région Hauts-de-France.

## Géographie

### Localisation
Limitrophe du département de l'Aisne, ce village du Vermandois, tourné vers l'agriculture, est traversé par la route départementale 15 (RD 15).
En 2019, la localité est desservie par les autocars du réseau inter-urbain Trans'80, chaque jour de la semaine, sauf le dimanche et les jours fériés (ligne no 49, Péronne - Roisel - Saint-Quentin).
Le territoire s'étale sur un plateau argileux très favorable aux exploitations agricoles, entre les vallées de la Cologne et de l'Omignon.

#### Communes limitrophes
Les communes limitrophes sont  Hancourt, Hervilly, Pœuilly, Roisel, Vendelles et Vermand.
|          | Roisel  | Hervilly          |
| Hancourt | Bernes  | Vendelles (Aisne) |
|          | Pœuilly | Vermand (Aisne)   |

### Hydrographie
La commune est située dans le bassin Artois-Picardie. Elle n'est drainée par aucun cours d'eau.

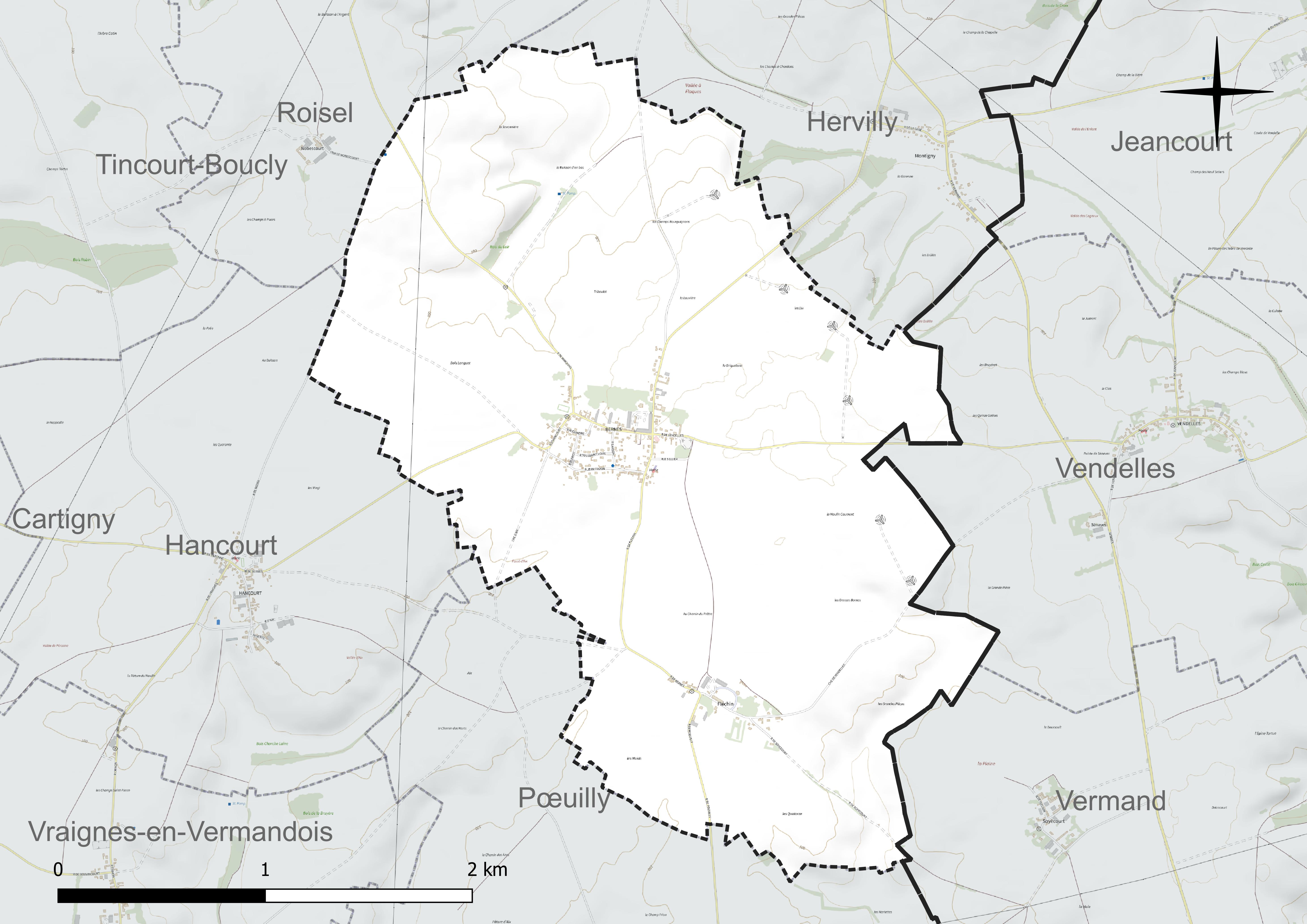
Réseau hydrographique de Bernes.

### Climat
Pour des articles plus généraux, voir Climat des Hauts-de-France et Climat de la Somme.
En 2010, le climat de la commune est de type climat océanique dégradé des plaines du Centre et du Nord, selon une étude du CNRS s'appuyant sur une série de données couvrant la période 1971-2000. En 2020, Météo-France publie une typologie des climats de la France métropolitaine dans laquelle la commune est exposée à un climat océanique et est dans la région climatique Nord-est du bassin Parisien, caractérisée par un ensoleillement médiocre, une pluviométrie moyenne régulièrement répartie au cours de l'année et un hiver froid (3 °C).
Pour la période 1971-2000, la température annuelle moyenne est de 10,3 °C, avec une amplitude thermique annuelle de 14,7 °C. Le cumul annuel moyen de précipitations est de 721 mm, avec 11,1 jours de précipitations en janvier et 9,1 jours en juillet. Pour la période 1991-2020, la température moyenne annuelle observée sur la station météorologique la plus proche, située sur la commune d'Estrées-Mons à 7 km à vol d'oiseau, est de 11,0 °C et le cumul annuel moyen de précipitations est de 647,5 mm,. Pour l'avenir, les paramètres climatiques de la commune estimés pour 2050 selon différents scénarios d'émission de gaz à effet de serre sont consultables sur un site dédié publié par Météo-France en novembre 2022.

## Urbanisme

### Typologie
Au 1er janvier 2024, Bernes est catégorisée commune rurale à habitat dispersé, selon la nouvelle grille communale de densité à sept niveaux définie par l'Insee en 2022.
Elle est située hors unité urbaine. Par ailleurs la commune fait partie de l'aire d'attraction de Saint-Quentin, dont elle est une commune de la couronne,. Cette aire, qui regroupe 120 communes, est catégorisée dans les aires de 50 000 à moins de 200 000 habitants,.

### Occupation des sols

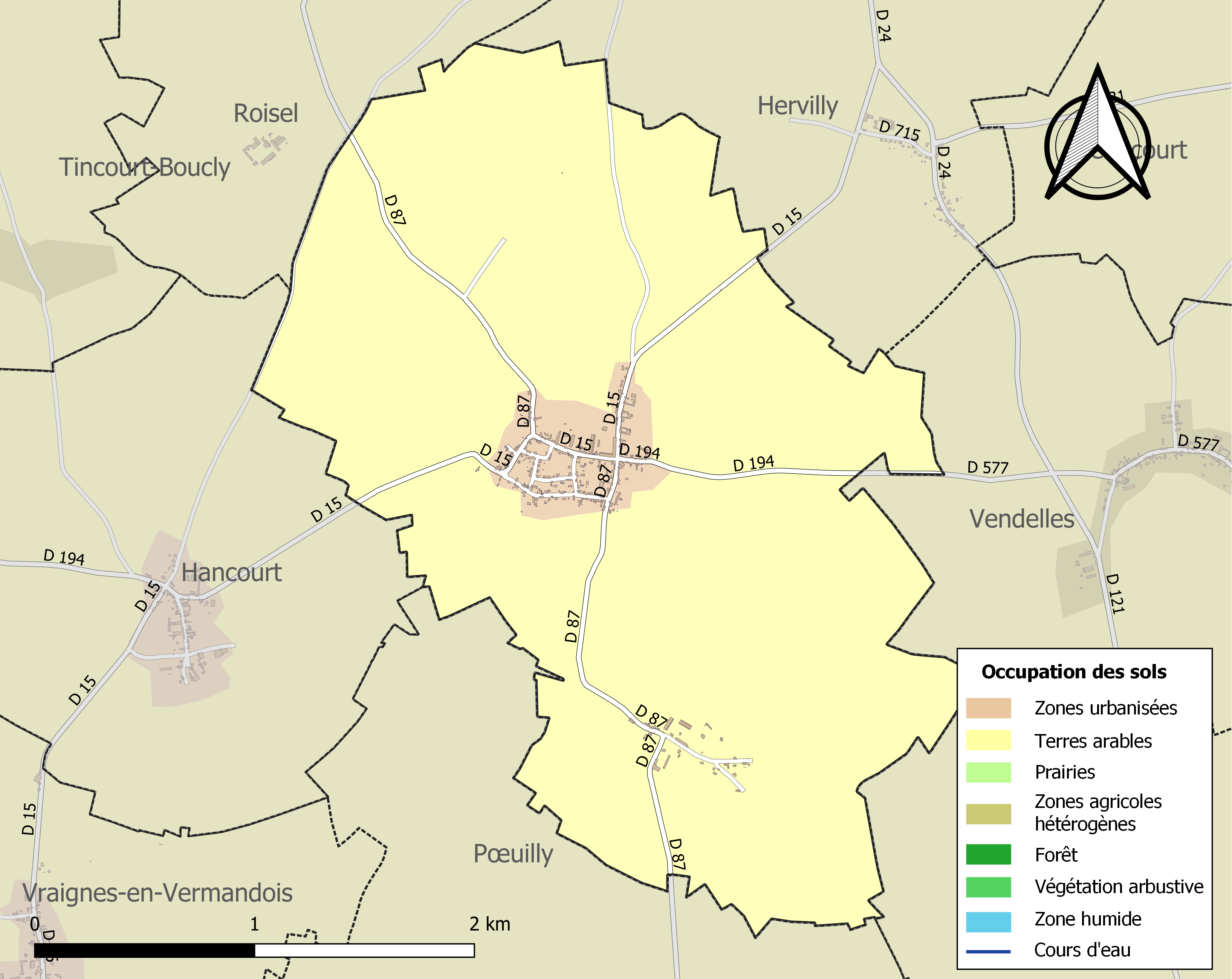
Carte des infrastructures et de l'occupation des sols de la commune en 2018 (CLC).

L'occupation des sols de la commune, telle qu'elle ressort de la base de données européenne d'occupation biophysique des sols Corine Land Cover (CLC), est marquée par l'importance des territoires agricoles (95,2 % en 2018), une proportion sensiblement équivalente à celle de 1990 (94,9 %). La répartition détaillée en 2018 est la suivante : 
terres arables (95,2 %), zones urbanisées (4,8 %). L'évolution de l'occupation des sols de la commune et de ses infrastructures peut être observée sur les différentes représentations cartographiques du territoire : la carte de Cassini (XVIIIe siècle), la carte d'état-major (1820-1866) et les cartes ou photos aériennes de l'IGN pour la période actuelle (1950 à aujourd'hui).

### Lieux-dits, hameaux et écarts
Le hameau de Fléchin, composé de 2 fermes et d'une quinzaine de maisons, est situé à 1 km au sud sur la route de Pœuilly.

Fléchin
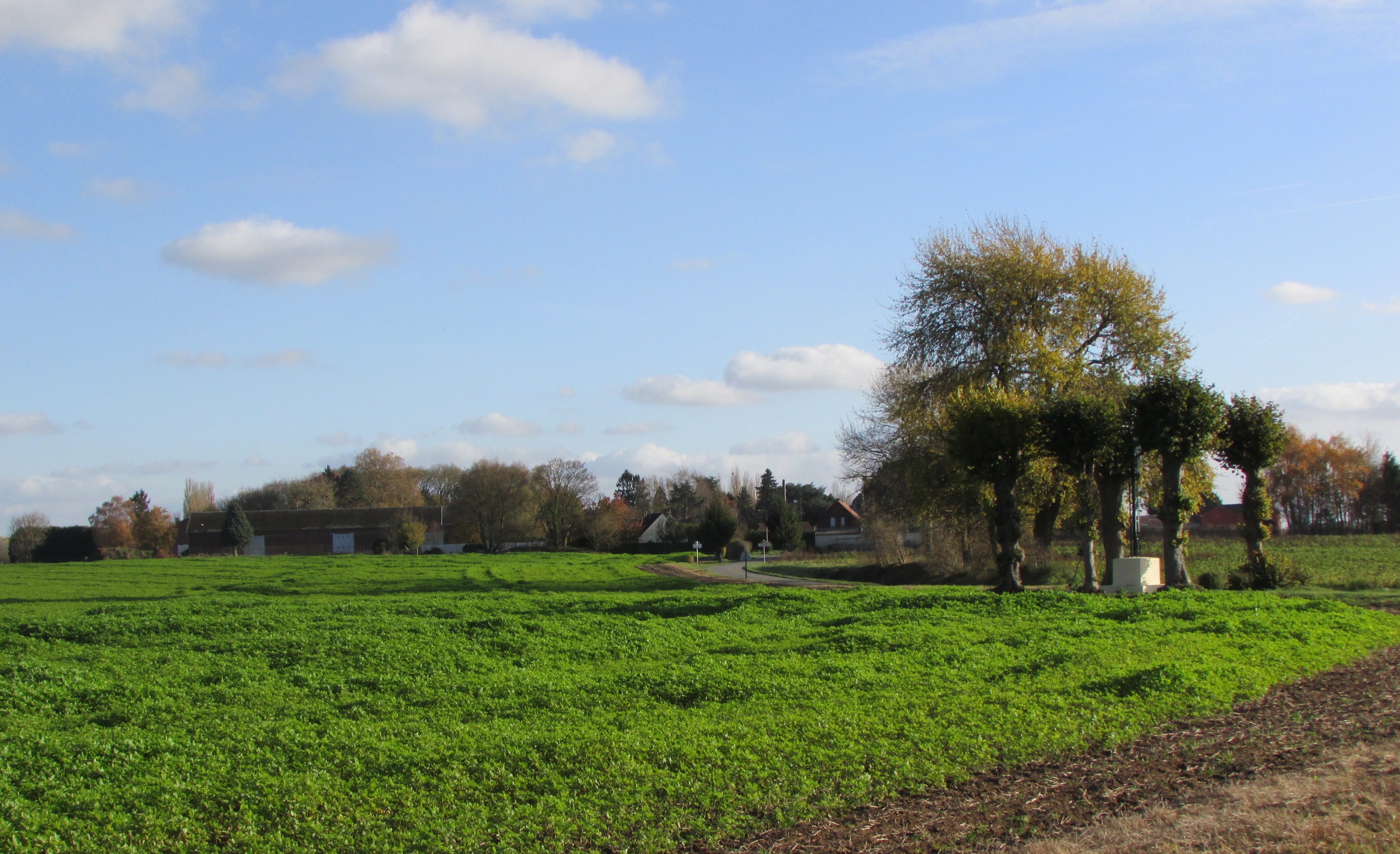
Vue du hameau de Fléchin.
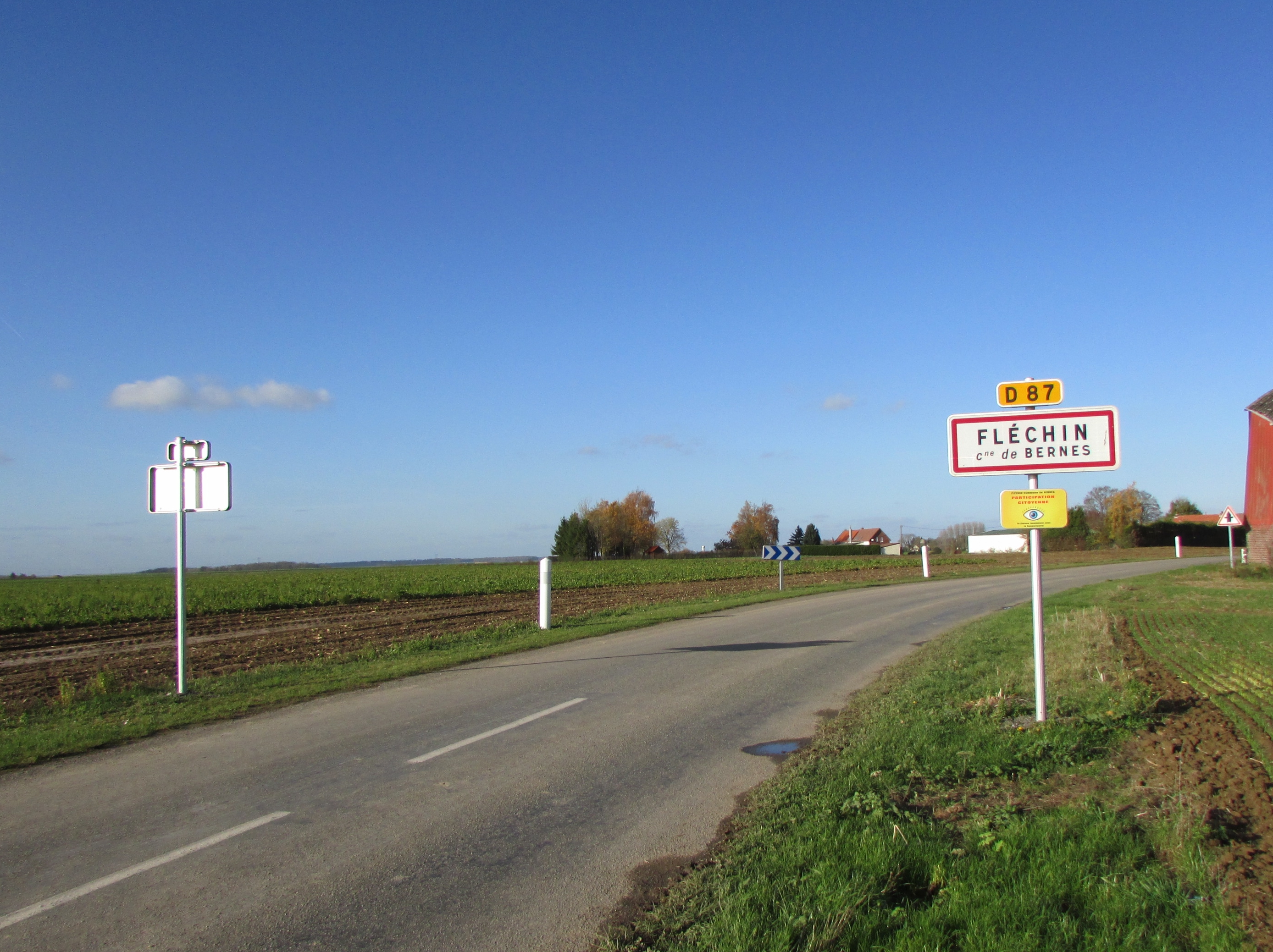
Entrée du hameau de Fléchin.

### Habitat et logement
En 2018, le nombre total de logements dans la commune était de 155, alors qu'il était de 152 en 2013 et de 133 en 2008.
Parmi ces logements, 86,5 % étaient des résidences principales, 2,6 % des résidences secondaires et 11 % des logements vacants. Ces logements étaient pour 100 % d'entre eux des maisons individuelles et pour 0 % des appartements.
Le tableau ci-dessous présente la typologie des logements à Bernes en 2018 en comparaison avec celle de la Somme et de la France entière. Une caractéristique marquante du parc de logements est ainsi une proportion de résidences secondaires et logements occasionnels (2,6 %) inférieure à celle du département (8,3 %) et à celle de la France entière (9,7 %). Concernant le statut d'occupation de ces logements, 92,5 % des habitants de la commune sont propriétaires de leur logement (91,5 % en 2013), contre 60,3 % pour la Somme et 57,5 % pour la France entière.
| Typologie                                               | Bernes | Somme | France entière |
| ------------------------------------------------------- | ------ | ----- | -------------- |
| Résidences principales (en %)                           | 86,5   | 83,3  | 82,1           |
| Résidences secondaires et logements occasionnels (en %) | 2,6    | 8,3   | 9,7            |
| Logements vacants (en %)                                | 11     | 8,4   | 8,2            |

## Toponymie
Les noms de Bagerna en 820, de Baierna en 1100 et celui de Baerne sont relevés au fil du temps.
Sa signification pourrait se rapprocher de Bernil, avec le sens de fort, puissant à l'époque romane,.

## Histoire

### Moyen Âge
Mathieu de Béthencourt, chanoine de la collégiale de Saint-Quentin, donne son fief seigneurial de Bernes au chapitre de son établissement religieux en 1204.
La famille primitive de Bernes en conserve la partie restante.
Le château se trouvait en face de l'église, il n'en subsiste que des traces de souterrains.

### Temps modernes

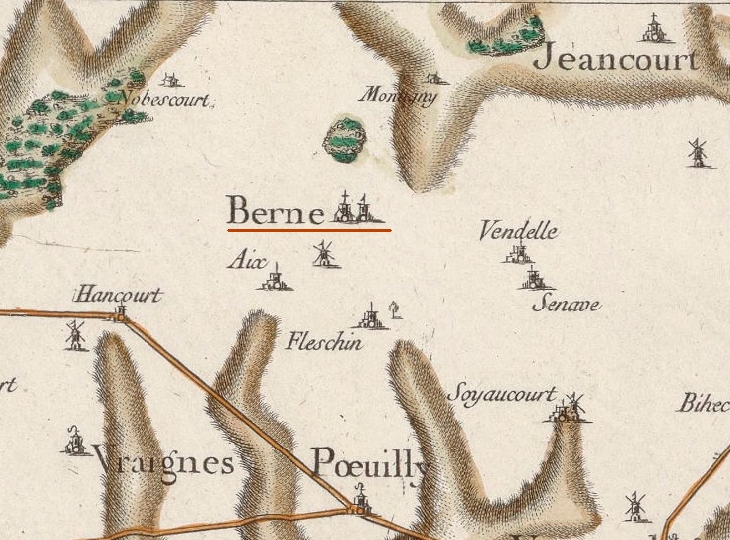
Carte de Cassini du secteur
(vers 1750).

Sur la Carte de Cassini ci-contre (vers 1750], les deux symboles situés à droite de Berne signifient que le village est une paroisse et qu'il possède un château. Au sud du village, il existait un moulin à vent en bois et deux hameaux Fleschin comportant une ferme et une dizaine de maisons de nos jours et Aix , hameau aujourd'hui disparu et dont la présence est rappelée sur le cadastre par "le Chemin d'Aix", la "Vallée d'Aix"", le "Fossé d'Aix'.'

### Époque contemporaine
En 1898, le village compte une sucrerie de moyenne importance, quelques ouvriers tissent encore la toile et le rideau.

Bernes au tout début du XXe siècle
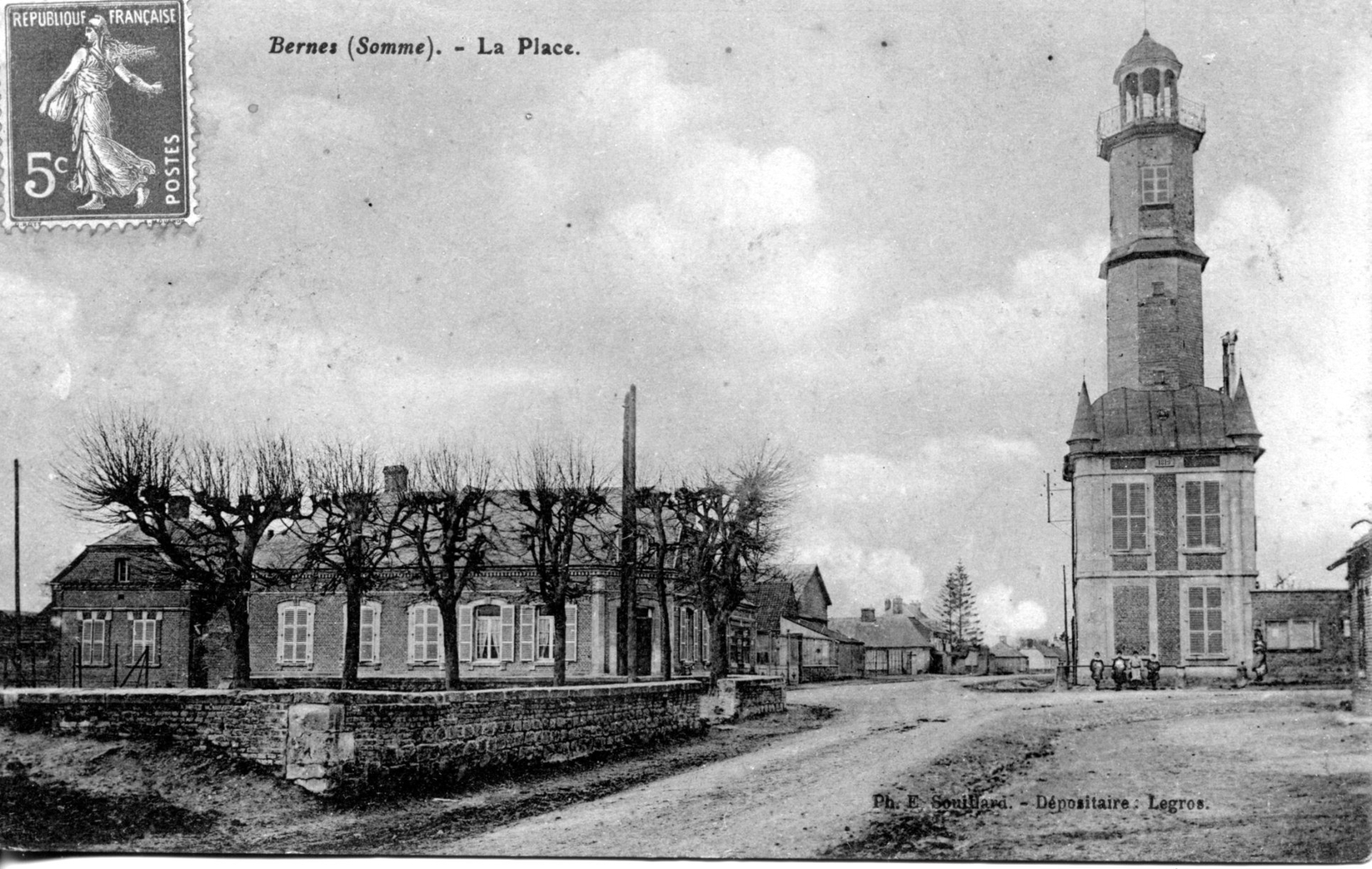
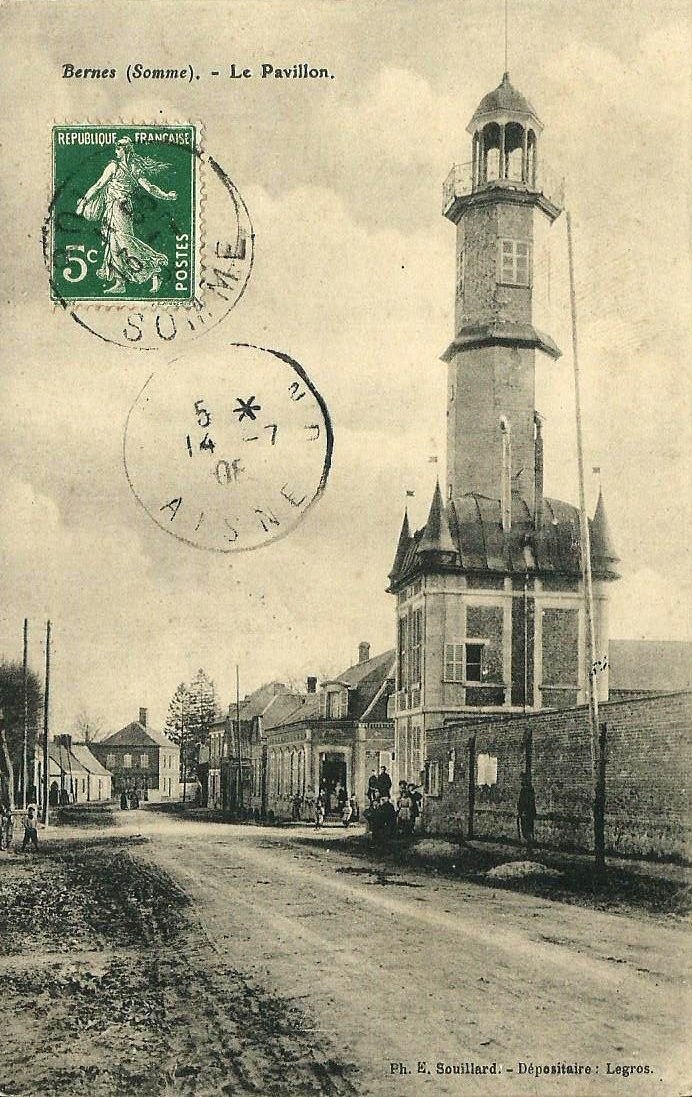
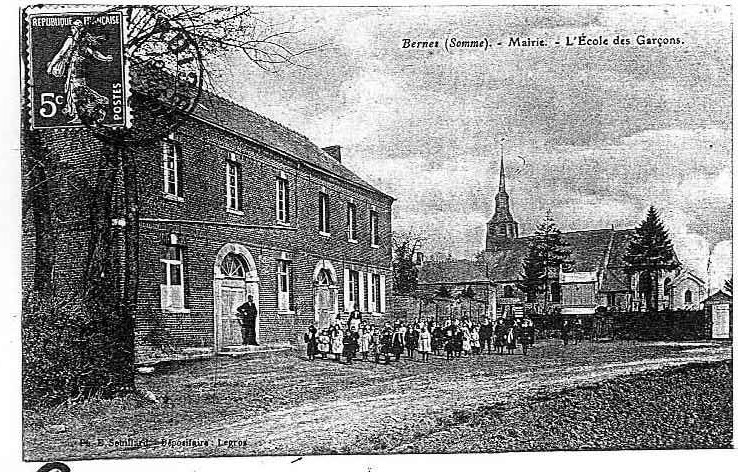
La mairie et l'église vers 1914.

#### Première Guerre mondiale
Comme d'autres villages  de la région, Bernes est sorti meurtri de la Grande Guerre car le village a été entièrement rasé en 1917 par les Allemands. Des 23 communes qui composaient le canton de Roisel, seules 2 ont échappé à la destruction : Vraignes-en-Vermandois et Tincourt-Boucly qui ont servi à héberger la population évacuée des autres villages avant leur destruction.
Le 28 août 1914, soit moins d'un mois après la déclaration de guerre, l'armée française bat en retraite vers l'ouest et les Allemands arrivent à Bernes. Dès lors commença l'occupation allemande qui dura jusqu'en mars 1917. Le front se situant à une vingtaine de kilomètres à l'ouest de Péronne, l'activité des occupants consistait principalement à assurer le logement des combattants  et l'approvisionnement en nourriture. Des arrêtés de la kommandantur obligeaient, à date fixe, sous la responsabilité du maire et du conseil municipal, sous peine de sanctions, la population à fournir : blé, œufs, lait, viande, légumes, destinés à nourrir les soldats du front. Toutes les personnes valides devaient effectuer des travaux agricoles ou d'entretien. En février 1917, le général Hindenburg décida de la création d'une ligne défense à l'arrière du front ; lors du retrait des troupes allemandes, tous les villages seraient détruits pour ne pas servir d'abri aux troupes franco-anglaises. Dès le 15 février les habitants furent évacués, emmenés à Vraignes. En mars 1917, avant le retrait des troupes allemandes sur la ligne Hindenburg, le long du canal de Saint-Quentin, les maisons sont pillées et incendiées, le village est systématiquement détruit. L'église, la mairie, les écoles et toutes les maisons sont dynamitées et les arbres sciés à 1 m de hauteur.
Bernes, où près de 600 habitants vivaient paisiblement avant la guerre, est totalement détruit. L'église n'est plus qu'un amas de ruines; Les maisons, les granges ont été minées, dynamitées , incendiées. Près du cimetière civil,reposent plus de 250 soldats allemands".
Le village, vidé de ses habitants, reste occupé par les Allemands ; il sera le théâtre de nombreux combats en mars-avril 1917. Les ruines du village seront plusieurs fois reprises par chaque camp et ce n'est qu'aux alentours du 10 septembre 1918, lors de la bataille de la ligne Hindenburg que Bernes et Fléchin seront définitivement libérés par les britanniques.
Les habitants revinrent s'installer dans le village et alors démarra une phase de reconstruction, qui durera presque une décennie, menée par une coopérative de reconstruction, administrant la perception des droits de guerre. De 590 habitants avant la guerre en 1911, Bernes n'en comptait plus que 336 en 1921.

Les noms des 24 soldats bernois morts durant ce conflit figurent sur le monument aux morts.
Vu les souffrances endurées par la population pendant les quatre années d'occupation et les dégâts aux constructions, la commune s'est vu décerner la Croix de guerre 1914-1918 (France) le 27 octobre 1920.

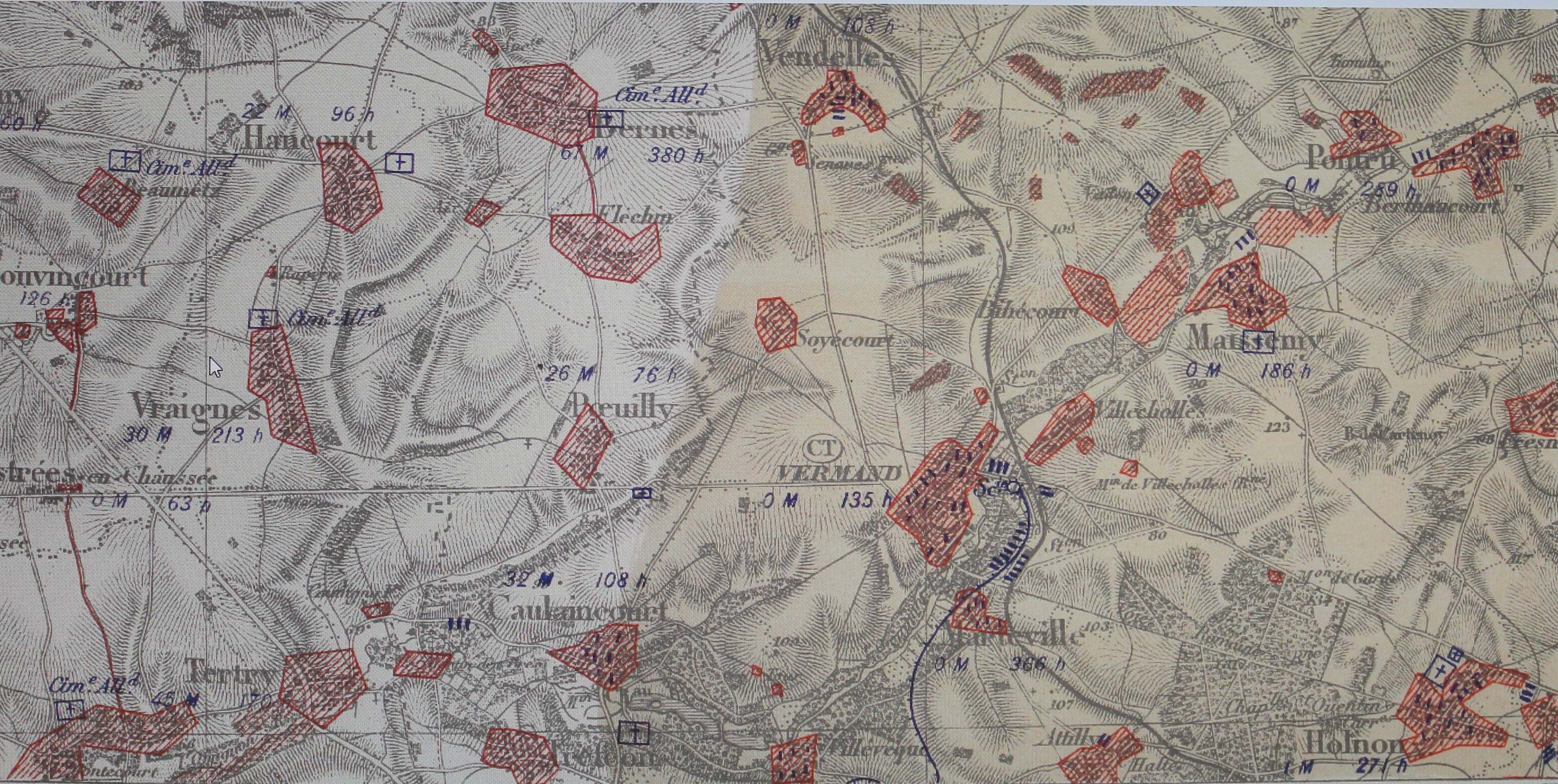
Carte montrant l'étendue des destructions de Bernes
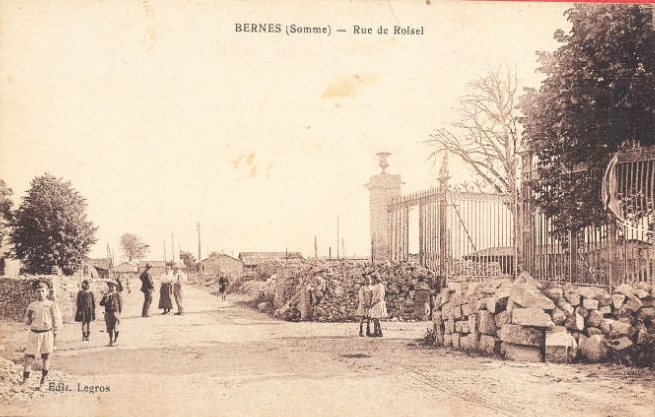
Carte postale du village détruit vers 1920.
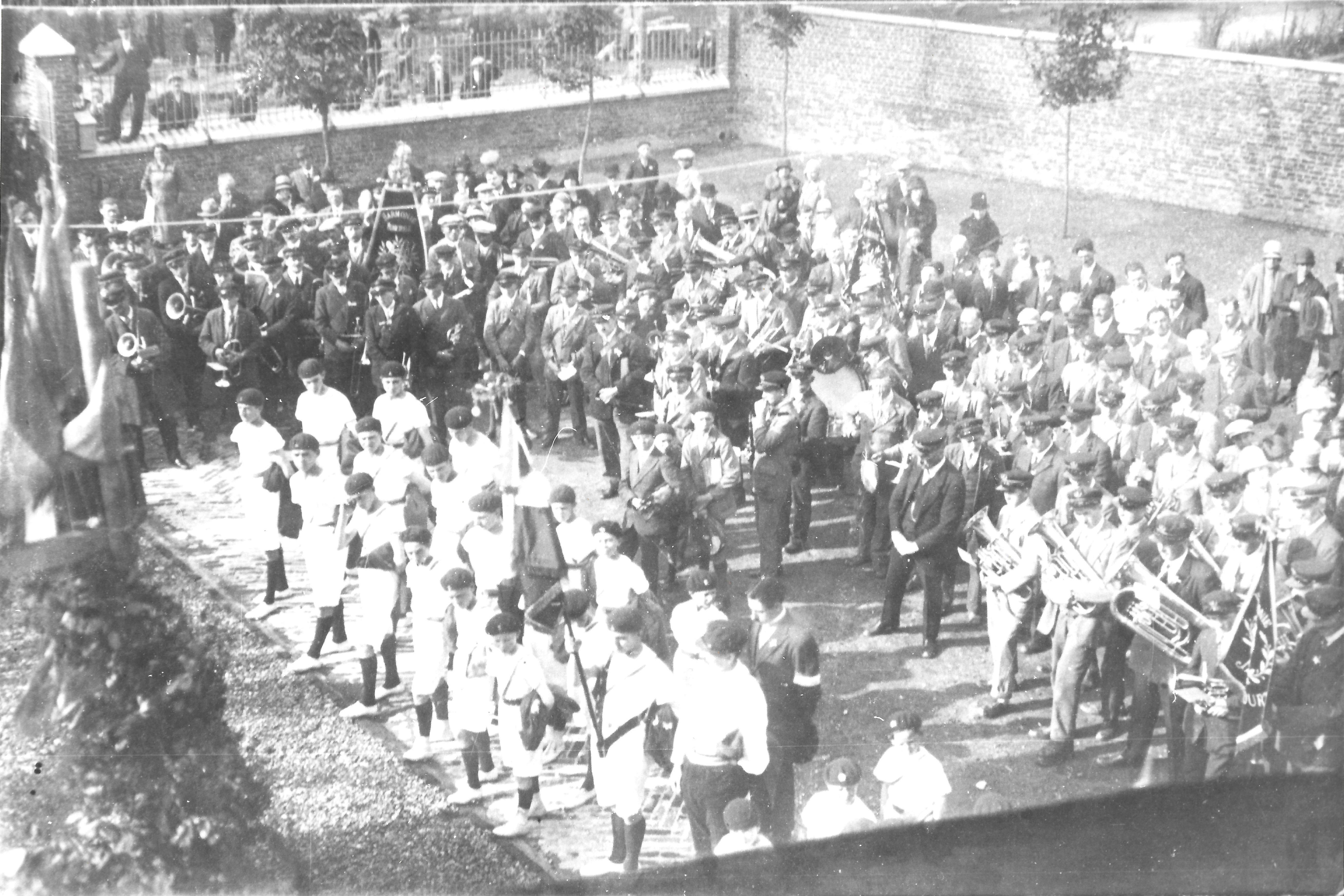
Inauguration du Monument aux Morts de Bernes en présence notamment de la fanfare de Jeancourt à droite.

## Politique et administration

### Distinctions et labels
La commune a été primée à plusieurs reprises[Quand ?] au concours des villes et villages fleuris.

## Équipements et services publics

### Enseignement
Pour l'année scolaire 2016-2017, la commune gère une école maternelle et élémentaire de 46 élèves, située en zone B.
Les communes de Villers-Faucon, Roisel et Bernes se sont organisées en regroupement pédagogique intercommunal (RPI) pour la gestion de l'enseignement primaire local. À la rentrée de septembre 2019, l'école de Villers-Faucon n'accueille plus d'élèves.
En 2020, l'aspect financier est géré par le syndicat scolaire de la Haute Somme (Sisco) concernant huit communes : Bernes, Pœuilly, Hancourt, Hervilly-Montigny, Hesbécourt, Vraignes-en-Vermandois, Villers-Faucon et Roisel. Le syndicat a la responsabilité de deux sites, avec deux classes maternelles à Bernes, et surtout neuf classes à Roisel, trois en maternelle et six en primaire.

## Population et société

### Démographie
L'évolution du nombre d'habitants est connue à travers les recensements de la population effectués dans la commune depuis 1793. Pour les communes de moins de 10 000 habitants, une enquête de recensement portant sur toute la population est réalisée tous les cinq ans, les populations de référence des années intermédiaires étant quant à elles estimées par interpolation ou extrapolation. Pour la commune, le premier recensement exhaustif entrant dans le cadre du nouveau dispositif a été réalisé en 2008.

En 2022, la commune comptait 354 habitants, en évolution de +0,28 % par rapport à 2016 (Somme : −1,26 %, France hors Mayotte : +2,11 %).
| 1793 | 1800 | 1806 | 1821 | 1831 | 1836 | 1841 | 1846 | 1851 |
| ---- | ---- | ---- | ---- | ---- | ---- | ---- | ---- | ---- |
| 688  | 589  | 651  | 668  | 670  | 686  | 683  | 691  | 703  |

| 1856 | 1861 | 1866 | 1872 | 1876 | 1881 | 1886 | 1891 | 1896 |
| ---- | ---- | ---- | ---- | ---- | ---- | ---- | ---- | ---- |
| 707  | 691  | 712  | 709  | 735  | 680  | 640  | 586  | 598  |

| 1901 | 1906 | 1911 | 1921 | 1926 | 1931 | 1936 | 1946 | 1954 |
| ---- | ---- | ---- | ---- | ---- | ---- | ---- | ---- | ---- |
| 614  | 665  | 590  | 336  | 356  | 363  | 375  | 318  | 338  |

| 1962 | 1968 | 1975 | 1982 | 1990 | 1999 | 2006 | 2008 | 2013 |
| ---- | ---- | ---- | ---- | ---- | ---- | ---- | ---- | ---- |
| 315  | 321  | 277  | 306  | 349  | 331  | 302  | 294  | 346  |

| 2018 | 2022 | - | - | - | - | - | - | - |
| ---- | ---- | - | - | - | - | - | - | - |
| 352  | 354  | - | - | - | - | - | - | - |

## Culture locale et patrimoine

### Lieux et monuments
- Église Saint-Martin. L'église primitive se trouvait dans le cimetière. Elle a été détruite en 1917 et reconstruite à l'identique après les hostilités, dans le centre du village[32].
- La Vierge du souvenir. À la mémoire de deux habitants du village[33].
- Monument aux morts. Il se trouve devant la mairie, dans la cour qui, fermée par une grille, est aussi la cour de récréation de l'école.

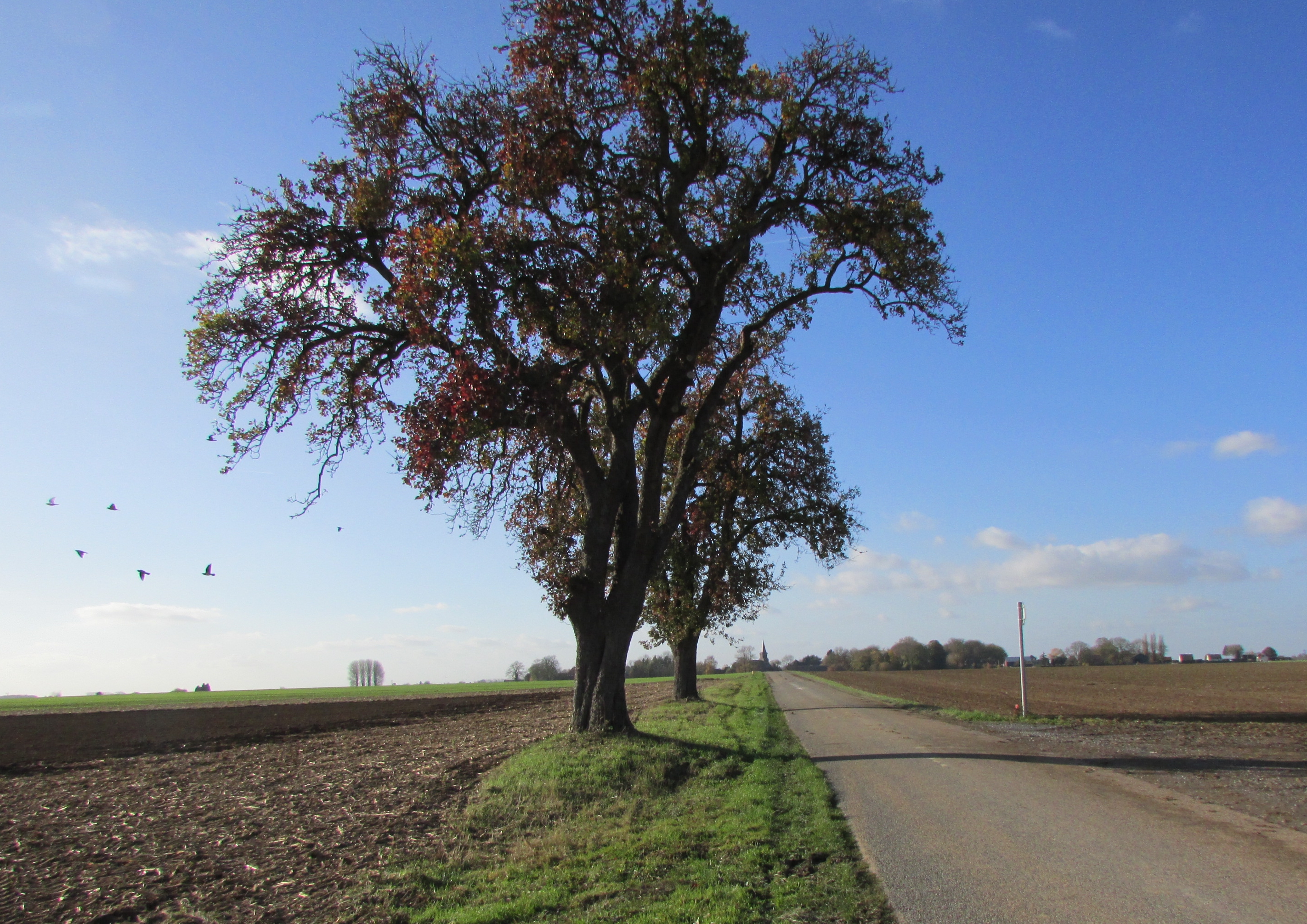
Vue du village depuis la route de Vendelles.
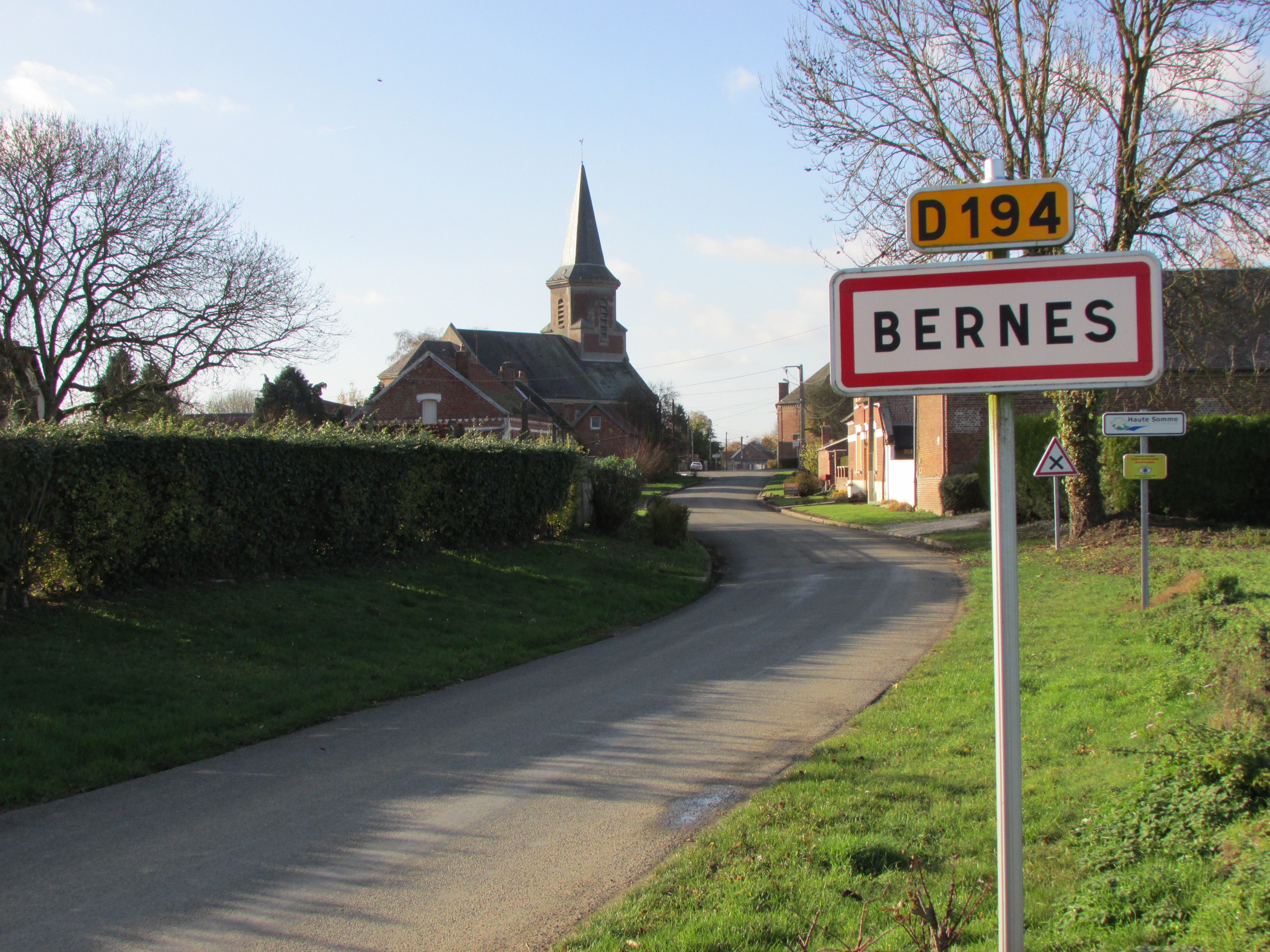
Entrée du village.
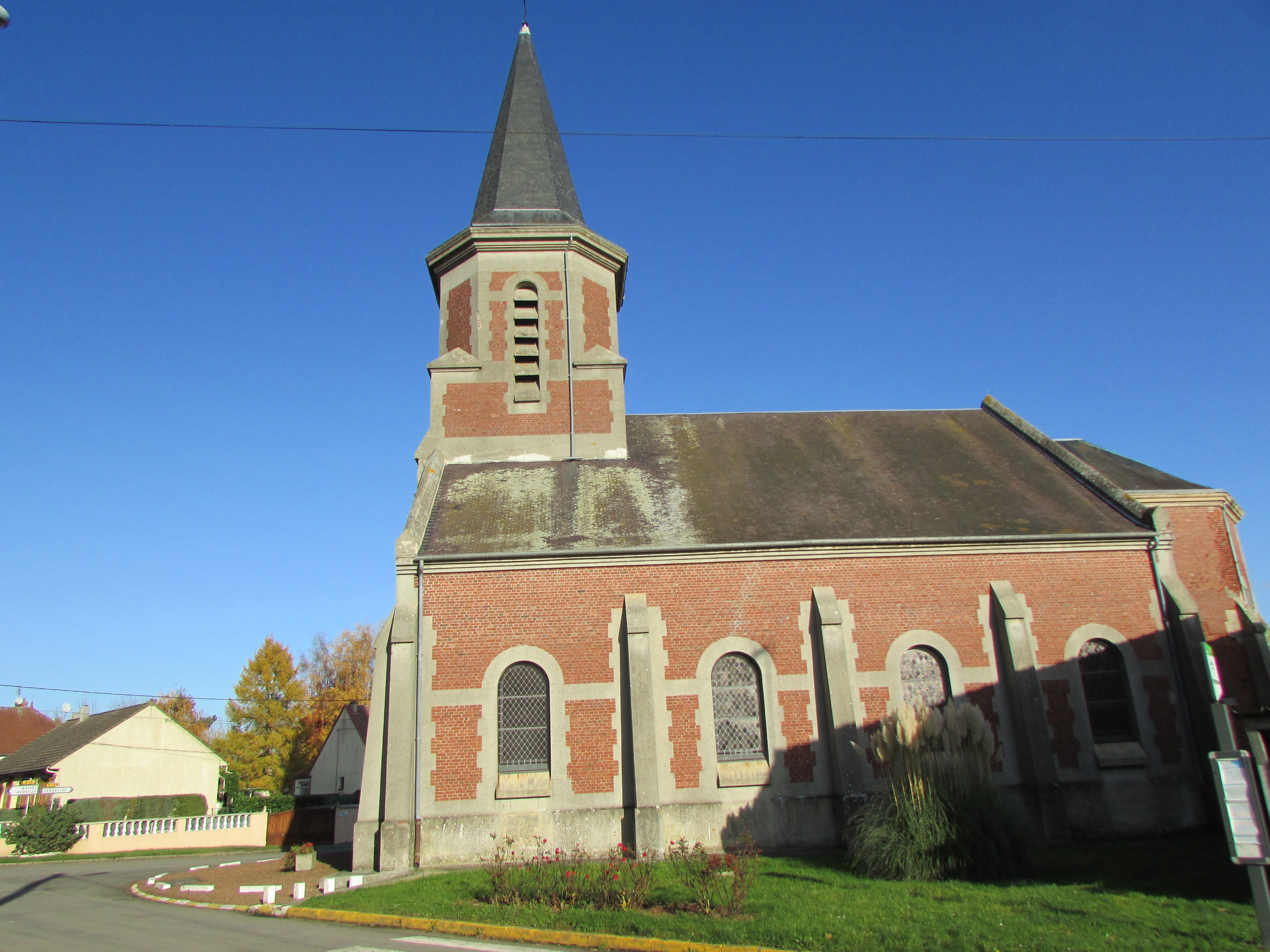
L'église Saint-Martin.
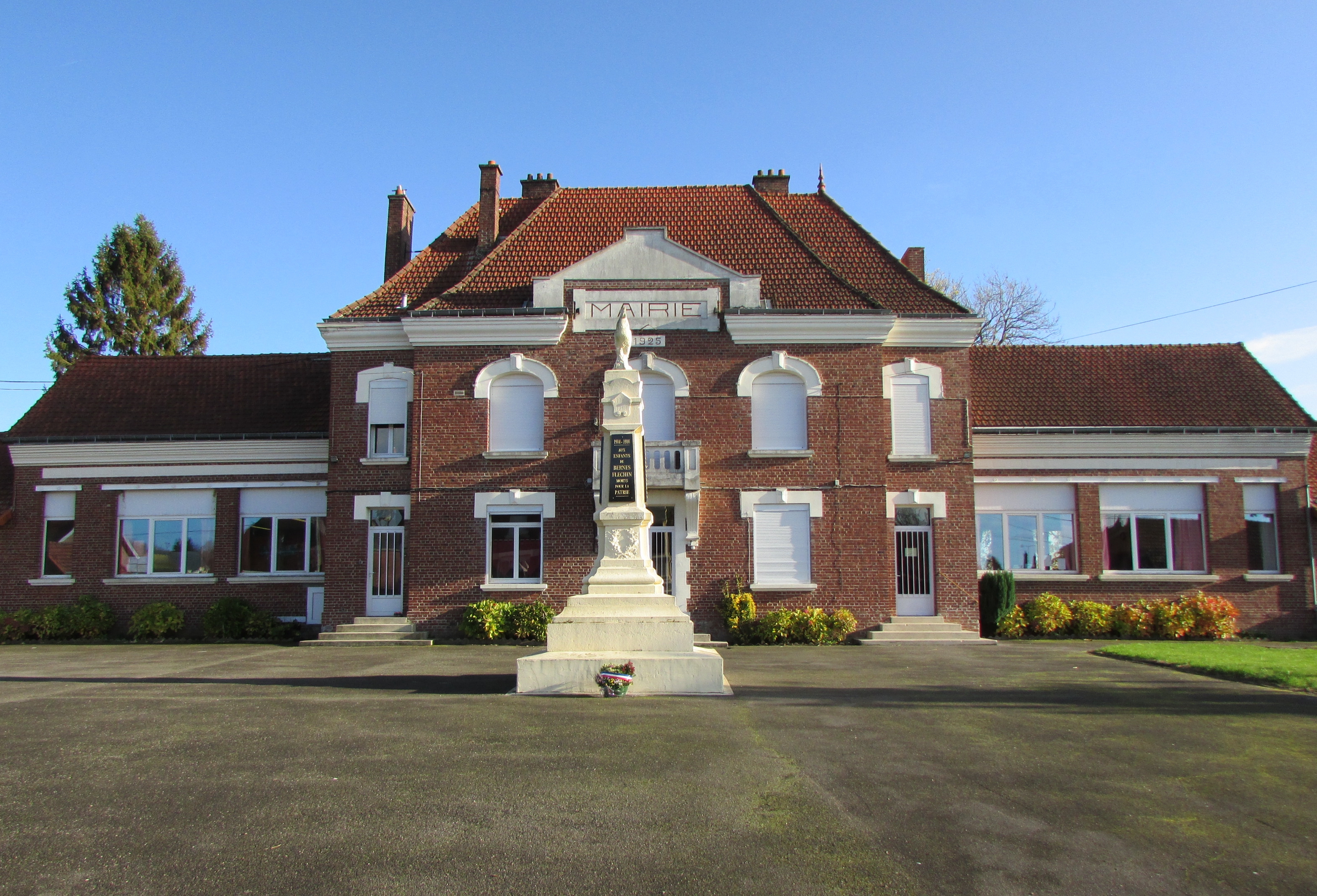
La mairie.
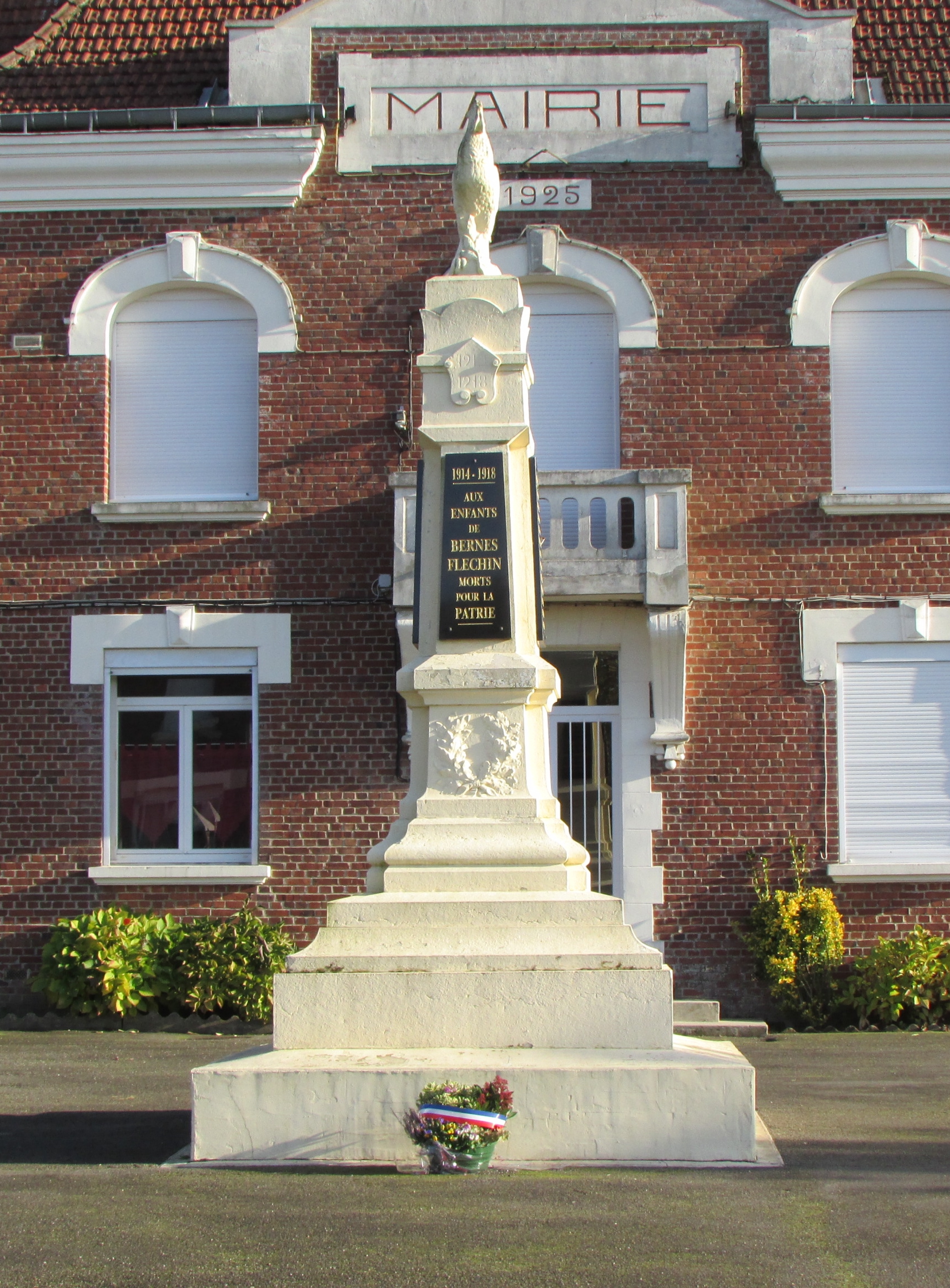
Le monument aux morts.

### Personnalités liées à la commune
- Louis Anne Delafons, général de brigade sous la Révolution et l'Empire, né le 3 octobre 1757 à Bernes, décédé en 1848 à Étinehem.

### Héraldique
| Blason de Bernes | Blason  | D'azur à la tête de lion d'or, arrachée de gueules. |
| Blason de Bernes | Détails | La commune ne porte, ni n'a porté officiellement ces armes, qui ne sont pas davantage celles d'une famille suzeraine du lieu. Mais elles sont avérées par l'usage, et conservent le mystère de leurs origines. |

## Pour approfondir